# Madeleine Chapsal
Roberte Madeleine Georgette Chapsal (* 1. September 1925 in Paris; † 11. März 2024 in Le Pouliguen, Département Loire-Atlantique) war eine französische Journalistin und Schriftstellerin.

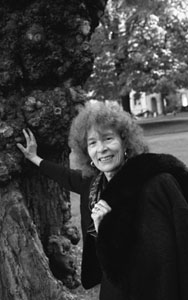
Madeleine Chapsal, 1995

## Leben
Chapsal war die Tochter von Marcelle Chaumont, einer Schneiderin für Haute Couture des Modesalons von Madeleine Vionnet. Mit zwanzig Jahren heiratete Chapsal 1945 den Journalisten Jean-Jacques Servan-Schreiber (JJSS). In Zusammenarbeit mit ihrem Ehemann und Françoise Giroud gründete sie im Mai 1953 die Zeitung L’Express.
1960 ließ sich Chapsal von ihrem Ehemann scheiden, arbeitete aber noch lange eng mit ihm zusammen. Zwischen 1981 und 2006 fungierte sie als Mitglied der Jury für den Prix Femina.
Sie starb in der Nacht vom 11. auf den 12. März 2024 im Alter von 98 Jahren in Le Pouliguen im Département Loire-Atlantique.

## Rezeption
Ihre literarischen Werke wiesen sie als wichtige Vertreterin des französischen Feminismus aus. Ihre Dokumentationen und Sachbücher entstanden oft in Zusammenarbeit mit Frédéric Rossif. Daneben verfasste sie auch Kinderbücher und einige Theaterstücke und Drehbücher. Ihr Werk Französische Schriftsteller intim (Envoyez la petite musique) gilt als wichtiges Zeitdokument, da sie für dieses Buch bedeutende Schriftsteller und Philosophen Frankreichs interviewt hat.

## Ehrungen
- 2004: Ordre des Arts et des Lettres
- 2008: Offizier der Ehrenlegion
- 2011: Ordre national du Mérite

## Werke

### Als Autorin
Autobiographisches
- L'Homme de la vie. Fayard, Paris 2004, ISBN 2-213-61745-7 (Autobiographie).
- Noces avec la vie. Fayard, Paris 2004, ISBN 2-213-61601-9 (Autobiographie).
- Journal d'hier et aujourd'hui. Fayard, Paris 2006/09 (Tagebücher)

1. 2006, ISBN 2-213-62982-X.
2. 2008, ISBN 978-2-213-63598-9.
3. 2009, ISBN 978-2-213-64281-9.

Kinderbücher
- Alphabêtes. Fleurus, Paris 1971.
- Le poisson voyageur. Édition Fleurus, Paris 1972.
- Mimichat. Édition Fleurus, Paris 1972 (Magicalque; Bd. 4).
- Un anniversaire chez le dragons. Denoël, Paris 1973.
- Bzzi-Bzzi vole dans la prairie. Nef-Chastrusse, Bordeaux 2009, ISBN 978-2-916104-86-7.

Lyrik
- Divine passion. Grasset, Paris 1981, ISBN 2-246-24731-4.

Romane
- La maison de jade.roman. Grasset, Paris 1979, ISBN 2-246-00677-5.
- La femme abandonée. D'apres une nouvelle d'Honoré de Balzac. Fayard, Paris 1992, ISBN 2-213-02970-9.
- Le foulard bleu. Fayard, Paris 1996, ISBN 2-213-59602-6.
- Cet homme est marié. Paris 1998.
- La ronde des âges. Roman. Fayard, Paris 2005, ISBN 2-253-11268-2.
- Le bonheur dans le mariage. Roman. Fayard, Paris 2009, ISBN 978-2-213-64278-9.

Sachbücher
- Vérités sur les jeunes filles. Fayard, Paris 1998, ISBN 2-213-60020-1 (Nachdr. d.Ausg. Paris 1960).
- Das Fest der wilden Tiere („La fête sauvage“). Ullstein, Berlin 1977 (zusammen mit Frédérique Rossif).
- Lieben lernen („Apprendre à aimer“). Turia + Kant, Wien 2009, ISBN 978-3-85132-532-4.
- Callas l'extrême. Lafont, Paris 2004, ISBN 2-253-10961-4.
- Französische Schriftsteller intim („Envoyez la petite musique“). Matthes & Seitz, München 1989, ISBN 3-88221-758-8.
- Si je vous dis le mot passion. Le grand livre du mois, Paris 1999, ISBN 2-7028-3142-7.

Theaterstücke
- Un flingue sous les roses. Pièce de Théâtre. Gallimard, Paris 1985, ISBN 2-07-070411-4.
- Quelques pas sur le terre. Pièce de Théâtre. Gallimard, Paris 1989, ISBN 2-07-071625-2.
- Théâtre. Fayard, Paris 1988/89 (2 Bde.).

1. En scène pour l'entracte. 1989, ISBN 2-213-60127-5.
2. Combien de femmes pour faire un homme? 1988, ISBN 2-213-60208-5.

### Als Herausgeberin
- Les plus belles lettres d'amour. Paris 1998.
- Les écrivains en personne. Union générale d'éditions, Paris 1973 (10/18; Bd. 809).

## Adaptionen
- Hélène Misserly (Regie): Une autre femme. 1982 (Teil der Serie Cinéma 16).
- Nadine Trintignant (Regie): Das Jadehaus („La maison de Jade“). 1988.
- Serge Leroy (Regie): Une saison de feuilles. 1989 (nach dem gleichnamigen Roman).
- Édouard Molinaro (Regie): La femme abandonnée. 1992 (Fernsehfilm nach der gleichnamigen Erzählung von Honoré de Balzac).
- Pierre Granier-Deferre (Regie): La dernière fête. 1996.
- Caroline Huppert (Regie): L'inventaire. 1998.